# Panniyannur
Panniyannur è una suddivisione dell'India, classificata come census town, di 20.860 abitanti, situata nel distretto di Kannur, nello stato federato del Kerala. In base al numero di abitanti la città rientra nella classe III (da 20.000 a 49.999 persone).

## Geografia fisica
La città è situata a 11° 45' 14 N e 75° 33' 10 E.

## Società

### Evoluzione demografica
Al censimento del 2001 la popolazione di Panniyannur assommava a 20.860 persone, delle quali 9.560 maschi e 11.300 femmine. I bambini di età inferiore o uguale ai sei anni assommavano a 2.267, dei quali 1.180 maschi e 1.087 femmine. Infine, coloro che erano in grado di saper almeno leggere e scrivere erano 17.880, dei quali 8.252 maschi e 9.628 femmine.